# Хиттердал (город, Миннесота)
Хиттердал (англ. Hitterdal) — город в округе Клей, штат Миннесота, США. На площади 2,3 км² (2,1 км² — суша, 0,2 км² — вода), согласно переписи 2002 года, проживают 201 человек. Плотность населения составляет 96,2 чел./км².
- Телефонный код города — 218
- Почтовый индекс — 56552
- FIPS-код города — 27-29402[1]
- GNIS-идентификатор — 0645032[2]